# Hidrocarbur aromàtic
Els hidrocarburs aromàtics, són polímers cíclics conjugats que compleixen la Regla de Hückel, és a dir, tenen un total de 4n+2 electrons pi a l'anell. Per a ser aromàtics s'han de complir alguns trets: per exemple que els dobles enllaços ressonants de la molècula estiguin conjugats i que hi hagi almenys dues formes ressonants equivalents. L'estabilitat excepcional d'aquests compostos i l'explicació de la regla de Hückel han estat explicats quànticament, mitjançant el model de "partícula en un anell".

## Característiques
Els compostos aromàtics són compostos orgànics derivats del benzè (de fórmula {\displaystyle {\ce {C6H6}}}, el qual està format per un anell hexagonal de sis carbonis, units entre ells amb enllaços dobles o senzills. Cada carboni, a més, està unit a un hidrogen. El benzè té una estructura plana amb 3 dobles enllaços.

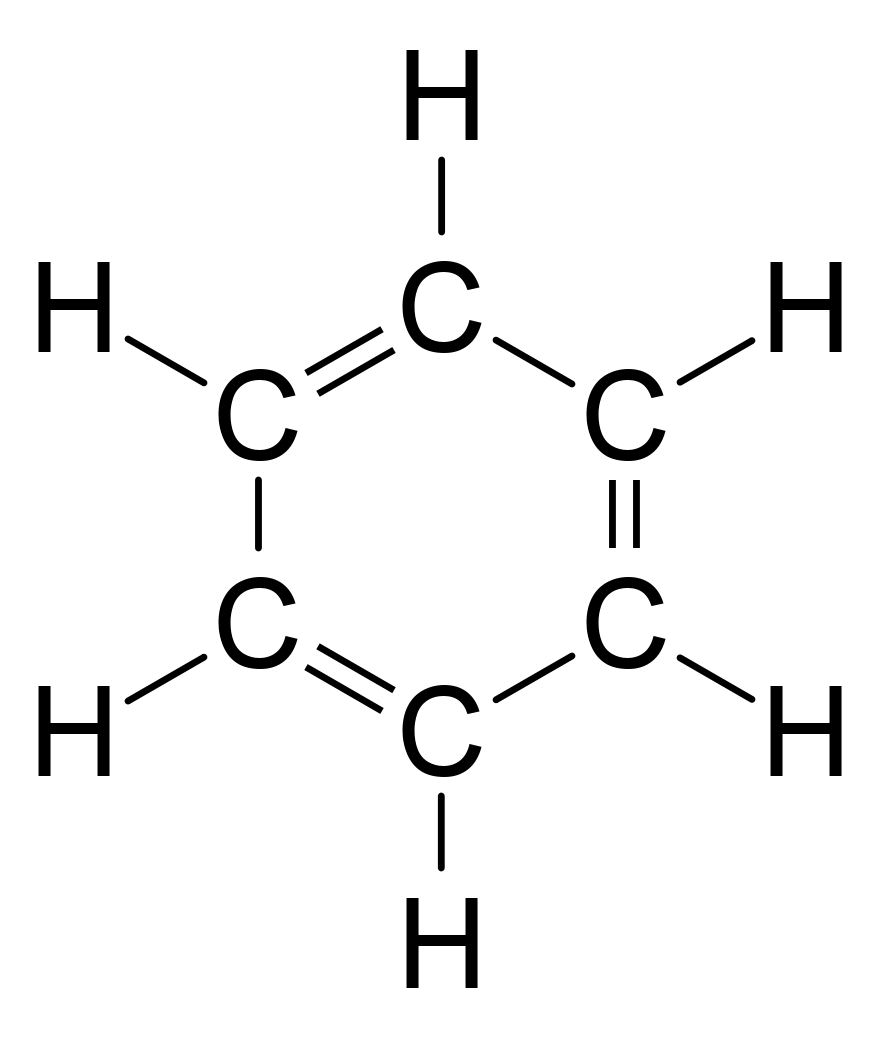
Molècula de benzè

Encara que a la imatge els enllaços dobles es troben en posicions concretes, en l'estructura del benzè no és així, sinó que formen unes estructures de ressonància com les que s'exposen a continuació :

Estructures de ressonància del benzè

Representació del benzè

Llavors per simplificar, el benzè es representa amb l'hexàgon de carbonis en els vèrtexs i una circumferència al mig.

## Exemples de compostos aromàtics
A part del benzè, alguns dels compostos aromàtics més coneguts són:
- toluè
- xilè
- fenol
- naftalè
- antracè
- fenantrè

## Propietats
1. Són molt volàtils i inflamables
2. Solen ser molt tòxics. Concretament, el benzè provoca una disminució important de glòbuls vermells i glòbuls blancs si la inhalació és perllongada, arribant a provocar la mort. A més molt d'ells són carcinògens.
3. Són pràcticament insolubles en aigua, en canvi són solubles en dissolvents orgànics.
4. El seu punt de fusió i el seu punt d'ebullició, acostumen a ser una mica més alts que els seus anàlegs alifàtics amb el mateix nombre de carbonis. Exemple: l'hexà fon a -95 °C i el benzè a 5,5 °C, l'hexà bull a 69 °C i el benzè a 80 °C.
5. Solen fer una olor dolça o semblant a la de la gasolina o dissolvent de pintures.